# Helvetesbrännan
Helvetesbrännan är ett naturreservat om 3 400 hektar på gränsen mellan Ånge kommun i Medelpad och Bräcke kommun i Jämtland som bildades 2000. Reservatet, som präglas av brandföryngrad urskog, är antaget som ett Natura 2000-område.